# Murray Cardiff
Pour les articles homonymes, voir Cardiff (homonymie).
Murray Cardiff (né le 10 juin 1934 - mort le 31 octobre 2013) est un homme politique canadien. Il fut député à la Chambre des communes du Canada, représentant la circonscription ontarienne de Huron—Bruce sous la bannière du Parti progressiste-conservateur du Canada
Il fut élu lors des élections fédérale de 1980 et il a été réélu en 1984 et 1988
Murray Cardiff a quitté la vie politique après sa défaite lors des élections fédérale de 1993 contre Paul Steckle du Parti libéral du Canada.